# مغامرات قشطة
مغامرات قشطة مسلسل رسوم متحركة فرنسي انتج بين عامي 1997-1998 ويتكون من 52 حلقة وتمت دبلجة المسلسل للغة العربية وعرض على عدة قنوات عربية .

## روابط خارجية
- مغامرات قشطة على موقع IMDb (الإنجليزية)
- مغامرات قشطة على موقع كينوبويسك (الروسية)
- مغامرات قشطة على موقع ألو سيني (الفرنسية)
- مغامرات قشطة على موقع قاعدة بيانات الفيلم (الإنجليزية)
- Petit Potam على ألو سيني
- Fiche de la série sur Planète Jeunesse
- Fiche sur Anime guide